# 大和奈央
大和 奈央（やまと なお、2006年〈平成18年〉12月5日 - ）は、日本の女優。徳島県出身。TRUSTAR 所属。

## 経歴
2023年
8月13日、TBSテレビのオーディション番組『TBSスター育成プロジェクト 私が女優になる日_』season3で、約7000人の中から3代目グランプリを獲得。田辺エージェンシーに所属。
10月17日、TBSドラマ『Maybe 恋が聴こえる』で主演を務めデビューした。
2025年
4月1日、TRUSTARへ移籍。

## 人物
- 趣味：韓国ドラマ鑑賞・ウォーキング・編み物[3]
- 特技：バドミントン[3]

## 受賞
- 2023年度
  - 『TBSスター育成プロジェクト 私が女優になる日_』season3 グランプリ[2]

## 出演

### テレビドラマ
- Maybe 恋が聴こえる（2023年10月17日 - 12月22日、TBS） - 主演・桃井蕾未 役[6]
- JKと六法全書（2024年4月19日 - 6月7日、テレビ朝日） - 奥村梨花 役[7]
- 南くんが恋人!?（2024年7月16日 - 9月10日、テレビ朝日） - 高村奈美 役[8]

### テレビ番組
- TBSスター育成プロジェクト 私が女優になる日_ Season3（2023年3月26日 - 2024年3月31日、TBS）[9]

### ミュージックビデオ
- ヘッドフォンの中の世界「好きって何だ?」（2023年12月4日）[10]
- パンク少年「君、燦々」（2025年3月26日）[11]